# Romanul (roman)
Romanul (titlu originar în finlandeză Ihmiskunnan viholliset, cu sensul de „Dușmanii omenirii”) este un roman de Mika Waltari publicat în 1964. Este ultima lucrare a lui Waltari publicată în timpul vieții sale. Acțiunea cărții, care are loc în Roma antică, este o continuare a romanului Secretul împărăției, despre primele zile ale creștinismului. Protagonistul și naratorul este Minutus, fiul lui Marcus, personajul principal din romanul precedent. Minutus este un cetățean roman care se străduiește să supraviețuiască fără implicații politice.
În roman, Minutus călătorește din Corint în Britania, la Roma și apoi la Ierusalim. Fiind prieten în copilărie cu Nero, el ajunge uneori consilier, alteori instrument și alteori un nebun al capriciosului împărat. O soartă crudă îl face să ajungă comandantul menajeriei care a aprovizionat cu animalele sălbatice care i-au sfâșiat fiul întâi născut, iar cartea a fost scrisă aparent ca un ghid pentru al doilea fiu al său, strănepotul împăratului Claudius.

## Plagiat
În iulie 2008 a apărut știrea că romanul a fost plagiat de producătorul de televiziune Colin Slater (Rapsittie Street Kids: Believe In Santa⁠(d)) în romanul său Lindum Colonia, publicat în 2003.

## Traduceri în limba română
- Romanul, Editura Polirom, Colecția Seria De Autor Mika Waltari, 2016. ISBN 978-973-46-5722-3. Traducător Andreea Niță, Polika Szasz.[2]
- Romanul, Editura Polirom, Colecția Top 10+, 2020. ISBN 978-973-46-8052-8. Traducător Andreea Niță, Polika Szasz.[3]